# Anne-Karin Furunes

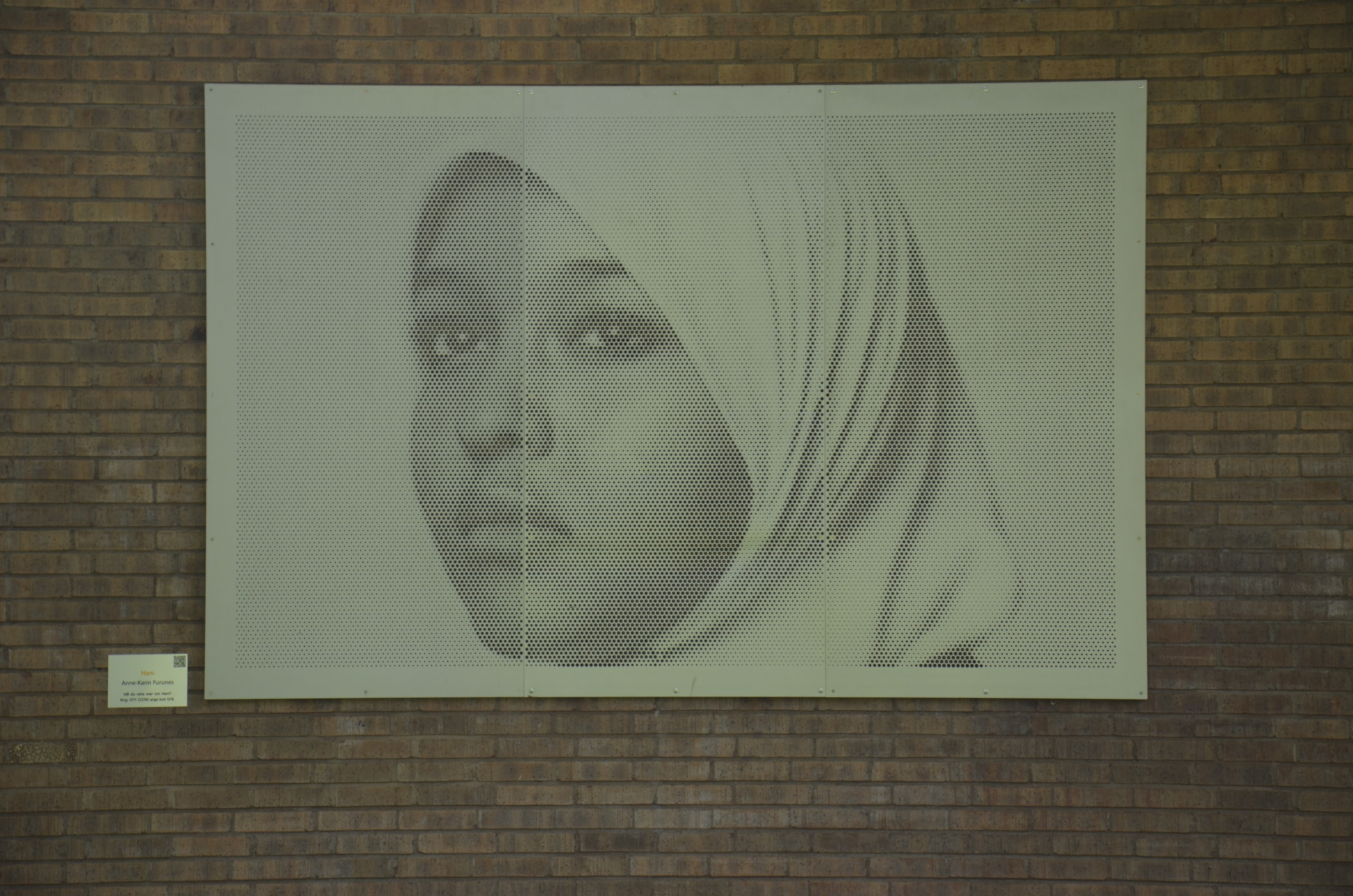
Hani på fasaden till Stadsparksbadet i Borås

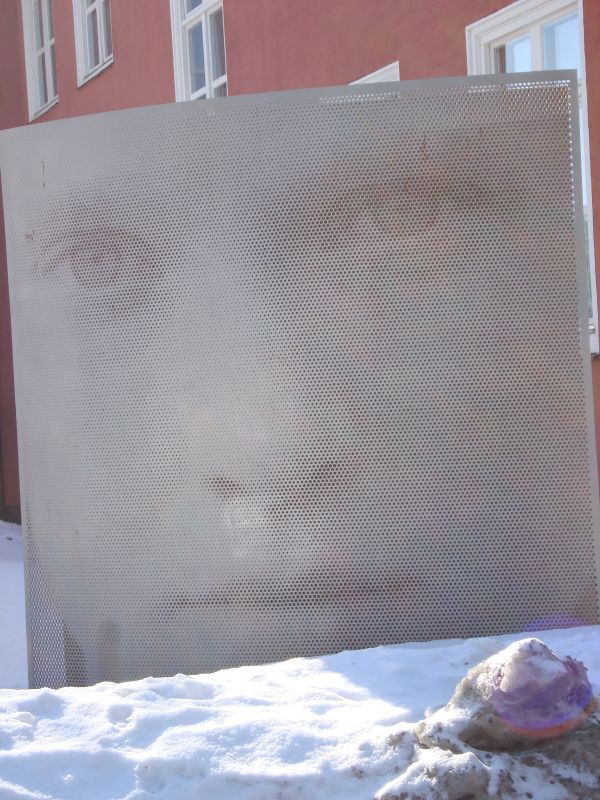
Utan titel på Umedalen skulptur i Umeå

Anne-Karin Furunes, född 26 maj 1961 i Ørland i Norge, är en norsk skulptör, målare och konstprofessor. 
Anne-Karin Furunes utbildade sig på Det Kongelige Danske Kunstakademi i Köpenhamn 1983–84, Statens håndverks- og kunstindustriskole i Oslo 1984–85, i arkitektur i Oslo och London 1985–86, vid Statens Kunstakademi i Oslo 1986–91 och Kunstakademiet i Trondheim 1992–94. Hon är professor vid Kunstakademiet i Trondheim.

## Offentliga verk i urval
- 250 meter långa bildfriser i perforerad stålplåt, Nationaltheatrets station i Oslo
- Hani, perforerad stålplåt, simhallen i Borås stadspark
- Utan titel, rostfritt stål, 2002, Umedalen skulptur
- Nybyggarkvinnan, 2003, tidigare fäbodplats vid byn Varpsjö, 32 kilometer väster om Åsele, utmed Konstvägen sju älvar
- The new Tower, 2004, Avinor, Trondheims flygplats
- Trees, 2005, Deutsche Bank/Norman Foster Building i Sydney i Australien
- Utsmyckning i stålplåt på 27 meter x 5 meter, 2005, i Henrik Wergelands Hus i Eidsvoll
- Skulptur, 2007, i Linnéträdgården i Växjö
- Marit, tre aluminiumplåtar, 2007, mellan Pedagogens byggnader i Göteborg
- Sara, 2011, Aseatorget i Västerås